# Nasser Almanqour
Nasser Hamad Almanqour  (arabisch ناصر بن حمد المنقور, DMG Nāṣir b. Ḥamad al-Manqūr; * 1930 in Sudair, im Nadschd, Saudi-Arabien; † 15. August 2007) war ein saudi-arabischer Diplomat.

## Leben
Sheikh Nasser Al-manqour studierte in Mekka und an der Universität Kairo. Von 1959 bis 1960 war er Präsident der König-Saud-Universität. Vom 11. Juni 1964 bis 7. März 1969 war er Botschafter in Tokio und zeitgleich vom 10. März 1965 bis 1968 auch in Taipeh akkreditiert. Von 1971 bis 1972 war er Botschafter in Stockholm und zeitgleich in Kopenhagen, Dänemark und Oslo als Botschafter akkreditiert. Von 1973 bis 1978 war er  Botschafter in Madrid.
Am 22. November 1974 organisierte der CEDADE eine Gedenkveranstaltung für Mohammed Amin al-Husseini, zu der Almanqour eine Grußadresse sandte. 1980 wurde Nasser Al Manqour mit dem Großkreuz des Orden de Isabel la Católica dekoriert. Von 1980 bis 1991 war er Ambassador to the Court of St James’s.
In London war er an Verhandlungen zum Rüstungsimport beteiligt.
Mit dem Botschafter aus Kuwait, Ghazy Al-Rayes, und dem Irak, Sadiq Al-Mashat, intervenierte er erfolgreich gegen die Berichterstattung der britischen Medien über den Giftgasangriff auf Halabdscha beim Chancellor of the Duchy of Lancaster William Waldegrave, Baron Waldegrave of North Hill. 